# Scomberomorus niphonius
 Scomberomorus niphonius és una espècie de peix de la família dels escòmbrids i de l'ordre dels perciformes.

## Morfologia
Els mascles poden assolir els 100 cm de longitud total i els 7.100 g de pes.

## Distribució geogràfica
Es troba des de les aigües subtropicals i temperades de la Xina, el Mar del Japó i la Mar Groga fins a Vladivostok.